# علی‌آباد (قوچان)
علی‌آباد، روستایی است از توابع بخش مرکزی شهرستان قوچان در استان خراسان رضوی ایران که زبان محلی آنها ترکی است.

## جمعیت
این روستا در دهستان سودلانه قرار داشته و بر اساس سرشماری سال ۱۳۸۵ جمعیت آن ۱٫۲۶۱ نفر (۳۴۷ خانوار) بوده‌است.

## اهالی سرشناس
- حاج قربان سلیمانی، بخشی و نوازندهٔ سرشناس دوتار
- براتعلی رشید علی آباد، پهلوان معروف به برات پهلوان در سده 1200 که در شمال خراسان سرشناس بود.
- ستارمحمددوست علی آبادی معلم زحمت کش این روستا که سالها درمدرسه ابتدایی این روستا علاوه بر شغل معلمی درهمه حوزه ها به مردم روستا خدمت میکرد
- علی خسروی ، اولین دهیار روستا با سابقه 16 سال دهیاری

## زمین چمن اختصاصی
وی در علی آباد زمین چمن اختصاصی مصنوعی دارد برای شهروندان آنجا ویک سالن اختصاصی هم دارد به نام مقاومت علی آباد
1. ↑  «درگاه ملی آمار ایران». بایگانی‌شده از اصلی در ۸ اکتبر ۲۰۰۷. دریافت‌شده در ۱۷ سپتامبر ۲۰۰۸.